# Бубендорф (Базель-Ланд)
Бубендорф (нем. Bubendorf) — коммуна в Швейцарии, в кантоне Базель-Ланд.
Входит в состав округа Листаль. Население составляет 4339 человек (на 31 декабря 2017 года). Официальный код — 2823.